# Haras de Szilvásvárad
Le haras national de Szilvásvárad est un haras d'État situé à Szilvásvárad, sur le plateau du Bükk, en Hongrie.

## Histoire
Ce haras reçoit ses premiers poulains Lipizzans depuis le haras national de Bábolna en 1952, avant d'être établi officiellement en tant que tel l'année suivante. Il fait partie de nos jours des huit principaux haras au monde qui conservent le Lipizzan.
Les chevaux de ce haras portent une marque en forme de « B », apposée sur la croupe droite, qui évoque Babolna. On y trouve des étalons lipizzans de souche Pluto, Conversano, Neapoletano, Maestoso, Favory, Siglavy-Capriola et de la lignée hongroise Tulipan. Le haras est particulièrement réputé pour ses chevaux d'attelage.

## Missions

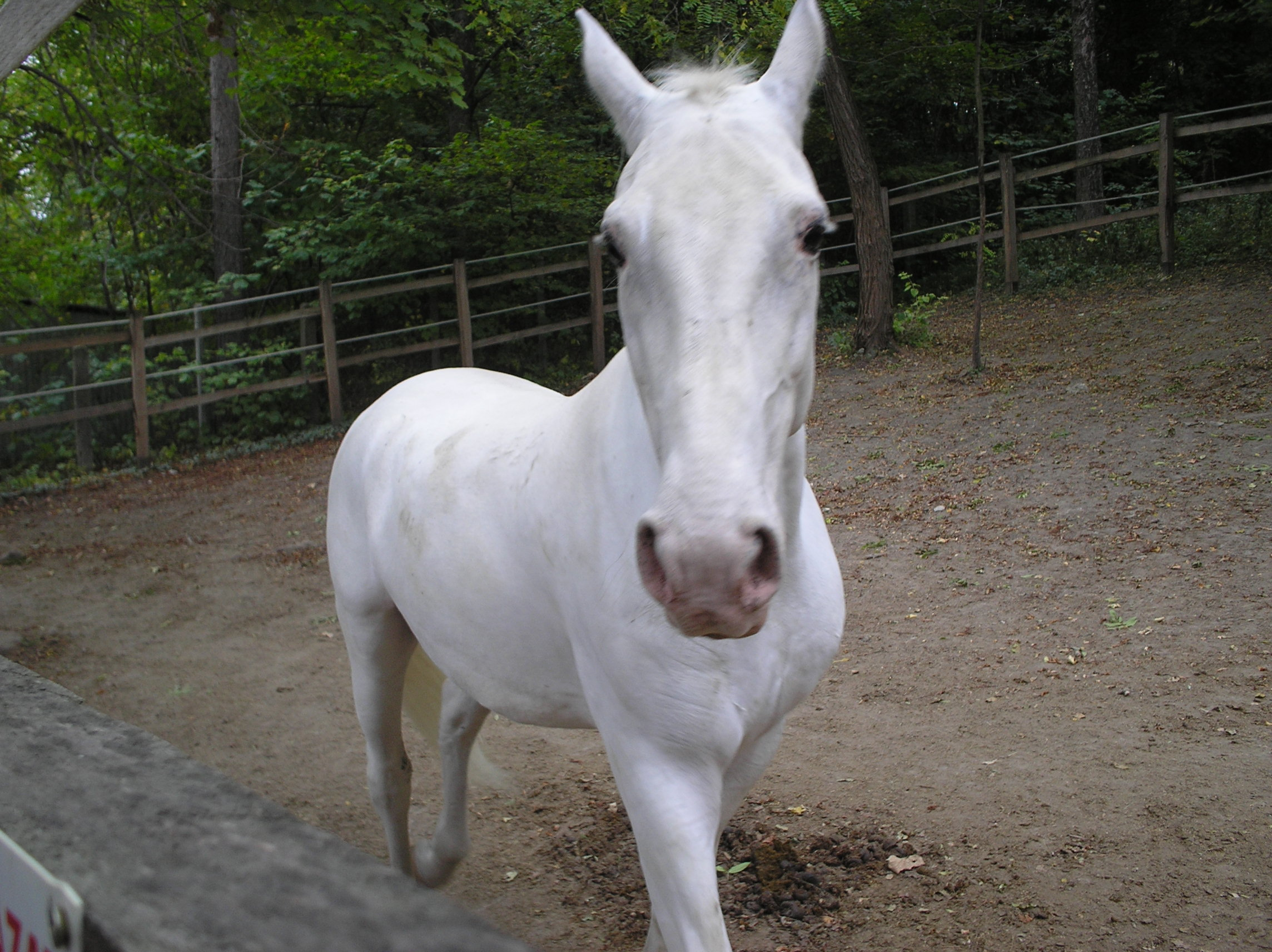
Un Lipizzan du haras.

Il est le conservatoire hongrois de la race du Lipizzan, et élève aussi des Gidran. Il héberge en permanence environ 200 chevaux, répartis entre les étalons, les juments poulinières, et les poulains et pouliches. On y trouve des étalons lipizzans de souche Pluto, Conversano, Neapoletano, Maestoso, Favory, Siglavy-Capriola et de la lignée hongroise Tulipan.
Il organise des compétitions d'attelage, de concours complet d'équitation, de dressage et de voltige. Disposant d'un musée et d'une collection de véhicules hippomobiles, il propose aussi des séances d'équitation et d'attelage aux visiteurs intéressés.